# 諾塔里烏西夫卡
51°3′46″N 33°46′45″E / 51.06278°N 33.77917°E
諾塔里烏西夫卡（烏克蘭語：Нотаріусівка）是位於烏克蘭東北部的村莊，由蘇梅州科諾托普區的布林市鎮負責管轄。該村處於捷爾恩河右岸，距離博洛季夫卡1公里，海拔高度152米，2001年人口62。